# South Dakota Public Broadcasting
South Dakota Public Broadcasting, SDPB ist ein staatliches Rundfunknetzwerk von nichtkommerziellen Bildungs-Radio- und Fernsehstationen für den US-Bundesstaat South Dakota. Die Studios von SDPB befinden sich auf dem University of South Dakota Campus in Vermillion. Alle Stationen des Netzwerkes werden vom South Dakota Bureau of Information and Telecommunication betrieben; Ausnahmen in South Dakota sind nur KRSD in Sioux Falls (Minnesota Public Radio) und KAUR (Augustana College, betrieben vom MPR).

## Geschichte
Die Geschichte des Public Broadcastings in South Dakota geht zurück auf den Mittelwellensender KUSD (heute stumm). Der Sender war eine der ersten "Educational-Stations" in den USA und startete mit seinem regulären Programm am 27. Mai 1922. Wesentlich am Aufbau der Station waren der damalige Student und spätere Physik-Nobel Preis Gewinner Ernest O. Lawrence und USD Dean Lewis Akeley.
In den 1970er und 1980er Jahren entstand das South Dakota Public Radio Network, mit mittlerweile neun Stationen und zehn Füllsendern in ganz South Dakota. Beim Aufbau des Netzwerkes wurde bereits die Möglichkeit für die Installation eines zusätzlichen UKW-Senders und einer entsprechenden Sendeantenne eingeplant. Stammsender des Netzwerkes ist in Vermillion KUSD (FM).

## Radiostationen
| Standort    | Frequenz | Rufzeichen |
| ----------- | -------- | ---------- |
| Vermillion  | 89.7     | KUSD-FM    |
| Rapid City  | 89.3     | KBHE-FM    |
| Sioux Falls | 90.9     | KCSD (FM)  |
| Aberdeen    | 90.9     | KDSD-FM    |
| Brookings   | 88.3     | KESD-FM    |
| Watertown   | 90.3     | KJSD       |
| Eagle Butte | 97.1     | KPSD-FM    |
| Lowry       | 91.9     | KQSD-FM    |
| Reliance    | 91.1     | KTSD-FM    |
| Spearfish   | 91.9     | KYSD-FM    |
| Martin      | 102.5    | KZSD-FM    |

South Dakota Public Radio sendet via folgende Umsetzer:
| Standort                | Frequenz (UKW) | Rufzeichen |
| ----------------------- | -------------- | ---------- |
| Aberdeen                | 91.7 FM        | K219CM     |
| Belle Fourche           | 88.1 FM        | K201AP     |
| Edgemont                | 90.7 FM        | K214BN     |
| Hot Springs             | 88.1 FM        | K201AQ     |
| Huron                   | 91.3 FM        | K217CE     |
| Lead                    | 88.7 FM        | K204GC     |
| Mitchell (South Dakota) | 90.9           | K215AI     |
| Pierre                  | 96.3           | K242CH     |
| Pringle (South Dakota)  | 88.5           | K203BN     |

Seit März 2007 sendet das South Dakota Public Radio auch in HD Radio.